# Узмень
Узмень — озеро в Усвятской волости Усвятского района Псковской области.
Площадь — 4,47 км² (447,0 га; с островами — 4,49 км² или 449,0 га). Максимальная глубина — 3,8 м, средняя глубина — 2,0 м.
На берегу озера расположены посёлок Усвяты и деревня Боброво.
Проточное. Относится к бассейну реки Ужица, притока Усвячи, которые в свою очередь относятся к бассейну реки Западная Двина. С севера в озеро впадает Ужица, а на юге через протоку-озеро Городечное и Усвятское озеро оно соединяется с рекой Усвяча.
Тип озера: лещово-судачье. Массовые виды рыб: лещ, судак, щука, плотва, окунь, густера, красноперка, ерш, уклея, синец, налим, карась, линь, язь, вьюн, щиповка; широкопалый рак (единично).
Для озера характерно: в литорали — песок, глина, песок с глиной, заиленный песок, камни, в центре — ил, заиленный песок.

## Топографические карты
- Лист карты N-36-I. Масштаб: 1 : 200 000. Указать дату выпуска/состояния местности.